# Martika (album)
Martika – debiutancki album Martiki wydany w 1988 roku. Najbardziej znaną piosenką z tego albumu jest "Toy Soldiers", która dotarła na pierwsze miejsce amerykańskiej listy przebojów Billboard. Tekstowo dotyczy ona problemu uzależnienia od narkotyków. Dominującymi stylami muzycznymi na płycie są pop i dance. Album uzyskał złotą płytę w Stanach Zjednoczonych. Jest to najlepiej sprzedający się jej album, dotarł on do 15 miejsca na liście Billboard 200 i do 11 miejsca w Wielkiej Brytanii.

## Lista utworów
1. "If You're Tarzan I'm Jane"
2. "Cross My Heart"
3. "More Than You Know"
4. "Toy Soldiers"
5. "You Got Me Into This"
6. "I Feel the Earth Move"
7. "Water"
8. "It's Not What You're Doing"
9. "See If I Care"
10. "Alibis"